# Давидович Володимир Георгійович
Давидович Володимир Георгійович (27 вересня 1906, Жмеринка — 1978, Москва) — радянський інженер-економіст і географ-урбаніст. Доктор економічних наук, професор. Учасник Німецько-радянської війни.

## Біографія
Народився в 14 [27] вересня 1906 року в місті Жмеринці в родині вчителів, закінчив Ленінградський політехнічний інститут (1930) за фахом інженер-економіст. Після цього брав участь в роботі ряду проектних організацій Північного Кавказу і Ленінграду, займався вибором майданчиків для промпідприємств, будівництвом житлових мікрорайонів в містах Уралу і Сибіру. Паралельно Давидович викладав в Ленінградському інституті цивільних інженерів.
У 1937 році переїхав до Москви, почав працювати в Московському інституті інженерів комунального будівництва. Під час Німецько-радянської війни був мобілізований, брав участь в бойових діях, створенні укріплень. Нагороджений медаллю «За перемогу над Німеччиною». Потім повернувся в інститут інженерів комунального будівництва.
З 1947 року до кінця життя працював в Московському інженерно-економічному інституті (з 1975 — Московський інститут управління). У 1956 році захистив докторську дисертацію на тему «Розселення в промислових вузлах». Брав участь в підготовці кількох томів збірників наукових статей серії «Питання географії».

## Внесок у науку
Володимир Давидович був більш практиком, ніж теоретиком, вся його діяльність була підпорядкована вирішенню нагальних завдань того чи іншого періоду життя країни. Так основний масив робіт Давидовича в 1930-1950-ті роки присвячений проблемам планування і територіального розвитку промислових міст, пошукам оптимального інфраструктурного оформлення радянської індустріалізації. У 1960-ті роки, на хвилі інтересу до агломераційним досліджень у світовій урбаністики, Давидович бере участь в розробці концепції міст-супутників. На початку 1970-х років стає одним із засновників каркасно-мережевого підходу до міських мереж і агломерацій, нового напрямку радянської геоурбаністики.

## Основні праці
- «Вопросы планировки новых городов». Л., 1934.
- «Планировка городов (инженерно-экономические основы): Учеб. пособие ин-тов коммунального строительства». М., 1947.
- «Планировка городов», М.-Л., 1947; 2-е изд., М., 1964
- «Вопросы экономики градостроительства в СССР». 1954.
- «Расселение в промышленных узлах». М., 1960.
- «Планировка городов и районов». М., 1964
- Давидович В. Г., Чижикова Т. А. "Александр Иваницкий". — 7 000 прим.